# 罗锦镇
罗锦镇，是中华人民共和国广西壮族自治区桂林市永福县下辖的一个乡镇级行政单位。

## 行政区划
罗锦镇下辖以下地区：
罗锦镇社区、高崇村、岭桥村、崇山村、尚水村、星草村、林村、江月村、米田村、下村、上笑村、大西村、永升村和金福村。

## 中国传统村落
2013年8月，崇山古居民村被评为第二批中国传统村落。